# Pierre-Esprit Radisson
Pierre-Esprit Radisson (v angličtině Peter-Esprit Radisson, cca 1636-1710) byl francouzský dobrodruh, cestovatel, obchodník a „zálesák“ (coureur de bois), jeden ze zakladatelů Společnosti Hudsonova zálivu. Většinu svého života strávil v Severní Americe, kde střídavě pracoval jak pro Francouze, tak pro Angličany.

## Život

### Rané období
O jeho rodičích ani dětství se téměř nic neví. Narodil se pravděpodobně roku 1636 (nebo možná až 1640) a to nejspíše v nebo poblíž Avignonu, kde jeho rodina žila. Do Nové Francie se dostal zřejmě roku 1646 se svou nevlastní sestrou Marguerite Hayetovou. Ta si v roce 1653 vzala Médarda Chouarta Des Groseillierse, muže, který se stal Radissonovým druhem na jeho cestách.

### V irokézském zajetí
První zmínka o Radissonovi je až z jeho zajetí Irokézi, k němuž došlo asi v roce 1651. V té době žil v Trois-Rivières při řece sv. Vavřince. Když se vydal s kamarády na lov, byl přepaden a zajat Mohawky (jeden z kmenů Irokézské ligy), kteří ho odvlekli na své území. Prošel rituálem adopce (smuteční války) a dostal se do významné rodiny, zřejmě původem huronské, přesídlené mezi Irokéze. Podle jeho vlastních slov se k němu všichni od začátku chovali velmi mile a doslova ho rozmazlovali. Rychle se naučil jejich jazyk a začal se zúčastňovat loveckých výprav. S životem mezi Indiány se ale nesmířil a pokusil se o útěk. Byl však chycen a tentokrát už neunikl krutému zacházení. Irokézové ho mučili pro ně běžným způsobem. "Vytrhali mi čtyři nehty a donutili mě zpívat... Přišla žena s chlapcem a řekla mu, aby mi křemenem uřízl prst. Chlapci byly asi 4 roky... nepodařilo se mu to, neboť neměl dost síly... Prst krvácel a žena řekla chlapci, aby z něj vysál krev... Následující ráno... mě opět donutili zpívat... Pak přišli starší muži, jeden si sedl ke mně, zapálil si dýmku a rozžhavený tabák přikládal na můj palec... až byl úplně opuchlý a nehet a maso vypadaly jako uhlíky... Příští den mi pálili nohy a chodidla... Kvůli velkému utrpení jsem už ani nevěděl, jestli žiju nebo jsem mrtvý, měl jsem horečku a velké bolesti." Po této „lehčí“ formě mučení obvykle následovalo extrémně kruté opečení na pomalém ohni, ale Radisson byl této finální tortury ušetřen. Na rozdíl od mnoha jiných zajatců, které Mohawkové přivedli s ním, přežil a byl znovu adoptován svou původní rodinou, která se o něj postarala a za přispění jejích členů se uzdravil. Obdržel indiánské jméno Oninga.

### Návrat do Nové Francie
V roce 1653 se Radisson vydal s několika svými soukmenovci do Fort Orange (v současnosti Albany), kde za něj Nizozemci nabídli výkupné. On sám to odmítl a vrátil se zpět do své indiánské vesnice. Nicméně po návratu si to rozmyslel, utekl a dosáhl v bezpečí Fort Orange. Nějakou dobu zde působil jako překladatel, ale záhy odjel s lodí do Evropy, do Amsterdamu. Koncem roku 1654 už byl zpět v Nové Francii. Jeho švagr Médard Chouart Des Groseilliers právě v té době odjel na dvouletou cestu do nitra kontinentu. Podle samotného Radissona se cesty účastnil i on, ale jiné prameny toto jeho tvrzení popírají.

### S jezuity znovu k Irokézům
V době Radissonovy nepřítomnosti zatím došlo k uzavření příměří mezi Irokézi a Francouzi. V roce 1656 navíc jezuité vyslali své členy přímo do nitra Irokézie ustavit zde misii. K další výpravě vyslané v roce 1657, kterou vedl Paul Ragueneau a která mířila do Sainte-Marie-de-Gannentaa (v současnosti okres Onondaga County), se jako doprovod připojil i Radisson. Mezi Irokézy však velmi záhy převládla nespokojenost s přítomností misionářů a plánovali jejich likvidaci. Radisson se rozhodl rafinovaným způsobem jezuity a jejich pomocníky zachránit. Kanadská jeptiška Marie de l’Incarnation, která si vedla o událostech v Nové Francii deník, napsala: "mladý Francouz (Radisson), který byl adoptován významným Irokézem a jenž se naučil jejich jazyk, řekl svému indiánskému otci, že měl sen, že (Irokéz) musí uspořádat oslavu, na níž musí být všechno snědeno, jinak umře." Poslušni splnění poselství snů, přišli všichni Indiáni na oslavu a snědli velké množství zřejmě drogami napuštěných pokrmů a nápojů. Indiáni se tím dostali do takového transu, že si nevšimli, jak Francouzi zatím opouštějí svou misii.

### Objevitelské a obchodní cesty

#### 1659-1660
Krátce po návratu do údolí sv. Vavřince se Radisson vydal se svým švagrem na cestu k Hořejšímu jezeru a do jeho okolí. Výprava trvala asi jeden rok a tentokrát je z Radissonových zápisků zjevné, že se cesty skutečně zúčastnil. Jako doprovod měli Ottawy a Hurony. Pronikli na západ od Hořejšího jezera a dostali se do kontaktu se Siouxy, pravděpodobně jako vůbec první běloši. Radisson také popsal slavnost mrtvých, která se odehrála v zimě 1659/60 a na níž se sešlo „18 různých národů“. Během roku se jim zřejmě podařilo prozkoumat poměrně velké okolí jezera. V létě 1660 se s velkou skupinou Indiánů a obrovským množstvím kožešin vrátili do Trois-Riviéres. Chamtiví úředníci však většinu nákladu zabavili, dali oběma pokutu a Groseillierse načas zavřeli do vězení s odůvodněním, že cestovatelé neměli na cestování a obchodování povolení od guvernéra. Oba byli tímto jednáním pochopitelně hluboce zklamáni.

#### Přes Anglii do Hudsonova zálivu

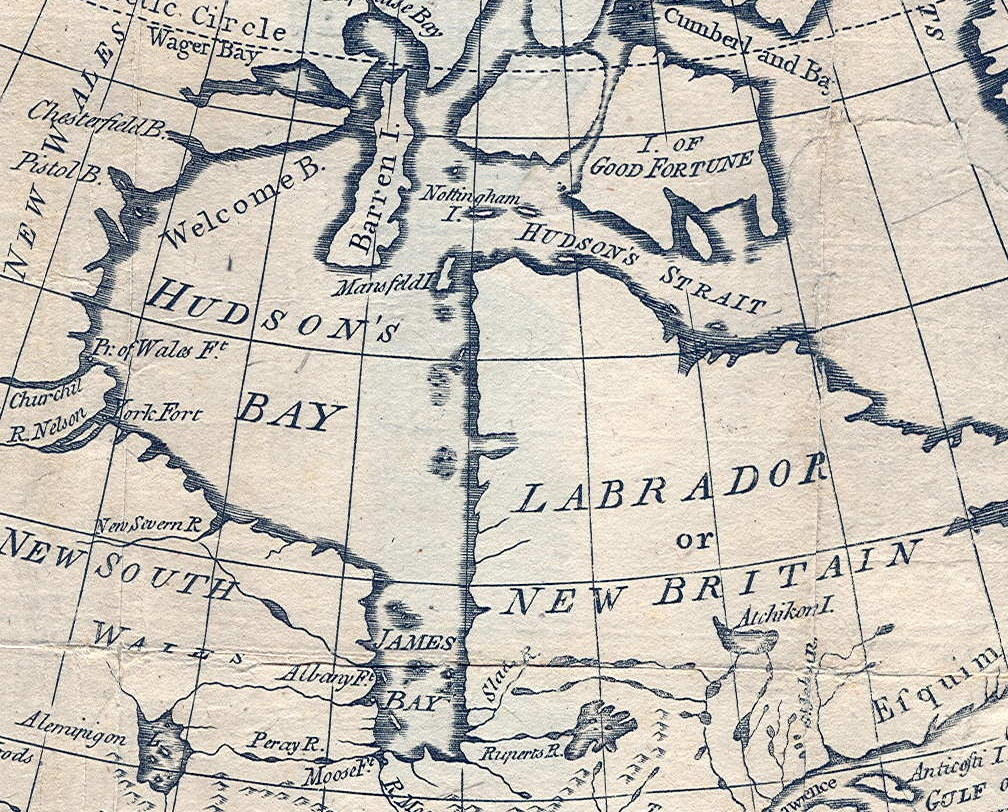
Oblast Hudsonova zálivu na mapě z roku 1779

Po jistých peripetiích se oba dobrodruzi vydali hledat lepší zázemí do Nové Anglie. Odtud zřejmě podnikli několik neúspěšných pokusů dosáhnout Hudsonova zálivu lodí. V roce 1665 opustili Novou Anglii a po dobrodružné cestě, kdy jejich loď zajali a vyrabovali Nizozemci, se přes Španělsko dostali do Londýna. Anglie se neukázala o nic klidnější. V době jejich pobytu zasáhl Londýn požár a epidemie moru. Nicméně oběma se podařilo získat vlivné přátele u dvora a oblíbil si je i král Karel II. V roce 1668 vypluli na dvou lodích na cestu do Hudsonova zálivu, ale jen lodi, na níž byl Groseilliers se podařilo dosáhnout cíle a vrátila se roku 1669 s velkým nákladem kožešin. Krátce na to v květnu 1670 došlo k založení Hudson’s Bay Company (Společnost Hudsonova zálivu). Hned poté se oba cestovatelé vydali znovu do Hudsonova zálivu. Lodě dorazily do oblasti ústí řek Rupert a Nelson a místní území bylo prohlášeno za vlastnictví Hudson’s Bay Company. Oba cestovatelé pak do roku 1675 podnikli několik dalších cest po ose Anglie-Hudsonův záliv.

#### Zpět k Francouzům
V Nové Francii mezitím rostlo znepokojení ohledně anglických aktivit na severozápadě. Jean Talon, intendant Nové Francie, poslal na západ několik expedic, z nichž jedna pronikla do oblasti Hudsonova zálivu. Jeden z členů expedice jezuita Albanel byl Angličany zajat, ale přesto přesvědčil Radissona a Des Grosseillierse, aby se vrátili do služeb Francouzů. Oba se vydali nejprve do Francie a následně do Kanady. Guvernér Nové Francie Frontenac si s nimi tak trochu nevěděl rady, obával se, jak na jejich případné aktivity zareaguje „prominentní objevitel“ La Salle. Des Grosseilliers zůstal v Trois-Rivieres. Radisson se vrátil do Francie a v letech 1677-78 se zúčastnil loupeživé protiholandsky zaměřené expedice do Afriky a Karibiku. Ta však skončila katastrofou a Radissonovi se sotva podařilo vyváznout životem a dostat se zpět do Francie. Zde mu ministr Jean-Baptiste Colbert sdělil, že jeho vlažné přijetí souvisí i s tím, že v Anglii má stále manželku a tak stále není jisté, zda nepřeběhne zpět. Radisson se jí pokusil přivézt do Francie, ale její otec tomu zabránil. Zde došlo mezitím k založení Compagnie du Nord, která měla hájit hospodářské zájmy Francie na severozápadě Kanady a neoficiálně konkurovat Hudson’s Bay Company. S expedicí Compagnie du Nord se do Kanady nakonec vydal i Radisson, připojil se i Des Grosseilliers a oba se pak podíleli na založení francouzských základen v Hudsonově zálivu. Stalo se tak začátkem 80. let 17. století.

#### Politika a další změna zaměstnavatele

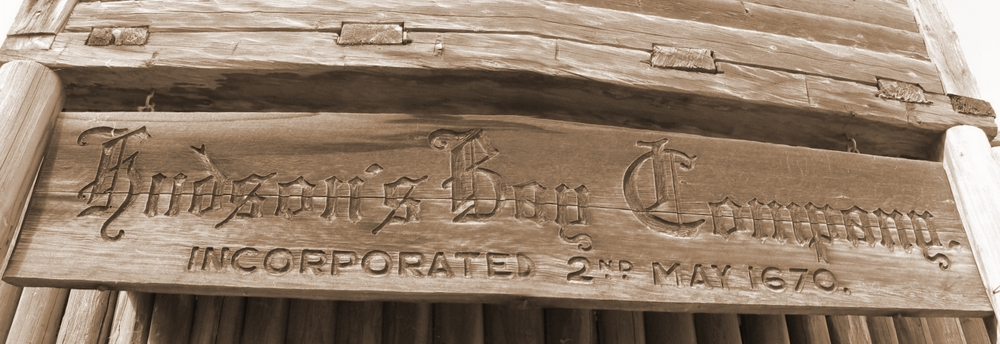
Logo Společnosti Hudsonova zálivu

Mezitím došlo k několika událostem, jež ovlivnily situaci kolem sporů o Hudsonův záliv. V roce 1683 zemřel nejschopnější ministr krále Ludvíka XIV. Jean-Baptiste Colbert, na jehož podporu oba dobrodruzi spoléhali. Vztahy mezi Francií a Anglií byly tehdy víceméně přátelské a tak byla snaha jakékoli spory utlumit. Proto Francouzi přestali načas oficiálně podporovat pronikání do této oblasti. Des Groseilliers se vrátil do Kanady a Radisson se znovu stal zaměstnancem Společnosti Hudsonova zálivu (1684). Prakticky záhy se vydal do Hudsonova zálivu a opět zde provedl „převrat“ a obchodní stanici při ústí řeky Nelson převedl pod anglickou správu. Zabavil při tom množství francouzského zboží a přivezl do Anglie i svého synovce Des Groseillierse ml. Francouzi zuřili. Bylo stále zřejmější, že dobré vztahy mezi oběma mocnostmi jsou „nepřirozenou“ záležitostí udržovanou jen díky dynastické politice. I to se mělo brzy změnit.

### Poslední roky v Americe a dožití v Anglii
V březnu 1685 se v Londýně podruhé oženil. Vzal si Margaret Charlotte Godetovou, ale brzy se zase vydal do Ameriky. Francouzi, jmenovitě ministr Seignelay a guvernér Nové Francie Brisay Denonville, hodlali Radissona přivézt zpět na francouzskou stranu ať už dobrovolně nebo násilím. Ten mezitím pobýval v oblasti Hudsonova zálivu. Bylo to v letech 1685-1687 a šlo o poslední roky strávené v Kanadě. V té době byl velmi vlivnou postavou Hundson’s Bay Company a dostával výplatu 100 liber ročně. Nicméně se stále častěji dostával do sporů s dalšími představiteli společnosti. V roce 1687 se vrátil zpět do Londýna a tím jeho cesty skončily. Žil zde až do roku 1710, přičemž se stihl ještě potřetí oženit.

## Dílo
O svých cestách napsal v letech 1668-9 francouzsky rukopis, ale ten se ztratil. Nicméně se zachoval anglický překlad. Z různých důvodů si Radisson pár věcí přidal, což lze doložit nejen z jiných pramenů, ale i ze samotného textu. Své pozdější cesty sepsal během svého života v Anglii. Později došlo k jejich kompilaci a vydání pod názvem Voyages of Peter Esprit Radisson, being an account of his travels and experiences among the North American Indians, from 1652 to 1684.